# Фрідріх Карл Шмідт
Фрідріх Карл Шмідт (нім. Friedrich Karl Schmidt або Федір Богданович (Фрідріх Карл) Шмідт; 27 січня 1832 — 21 листопада 1908 — балтійсько-німецький, російський геолог, ботанік та палеонтолог. Він вважається засновником естонської геології.

## Життєпис
У 1852 закінчив курс кандидатом у Дерптському університеті.
Спочатку займався ботанікою та у 1855 році отримав ступінь магістра цієї науки, але згодом зацікавився іншою галуззю природознавства та присвятив свою наукову діяльність геологічному і палеонтологічному вивченню силурійскіх утворень Прибалтійського краю, найкращим знавцем яких він вважався на той час.
З 1856 до 1859 року Шмідт служив помічником директора Дерптського ботанічного саду.
У 1859, зарекомендувавши себе цілим рядом наукових робіт, він був запрошений Імператорським російським географічним товариством, як геолог і ботанік, керівником фізичного відділу Амурської-Сахалінської експедиції у Амурський край та на острів Сахалін, де і працював у 1859–1862 роках. У результаті експедиції знайдена викопна юрська флора Амурської області та відкриті крейдяні та третинні відкладення на Сахаліні. Разом з П. П. Гленом та А. Д. Брилкіним вивчав флору Сахаліну, дав перший опис рослинного світу та геологічної будови острова. Шмідт запропонував поділ Сахаліну на дві фізико-географічні та рослинні області: північно-східну і південно-західну. Склав першу геологічну карту затоки Петра Великого. За роботу на Далекому Сході Російське географічне товариство нагородило Шмідта золотою медаллю.
У 1866 був відправлений Академією наук у нову експедицію в пониззя річки Єнісей для дослідження знайденого там трупа мамонта.
У 1872 обраний ад'юнктом, а у 1874 році академіком Імператорської академії наук, безперервно продовжуючи працювати над вивченням фауни силурійської системи, особливо трилобітів, над дослідженням льодовикових утворень Прибалтійського краю та над розробкою сибірських колекцій, що доставляються російськими науковими експедиціями, та брав активну участь у діяльності петербурзьких вчених товариств та товариств Прибалтійського краю, у більшості яких він перебував почесним членом.
У 1873–1900 був директором Мінералогічного музею Петербурзької Академії наук.

## Названі на честь Фрідріха Карла Шмідта
Іменем Шмідта названі півострів на Сахаліні, гора біля Норильська у Красноярському краї та вулкан на Камчатці; гори на північному сході острова Котельного у архіпелазі Новосибірські острови (назвав Е. В. Толль у 1902 році); гора (Фрідріха) на острові Західний Шпіцберген; мис на півострові Сланцевий у затоці Чернишова на узбережжі Таймиру (назвав Е. В. Толль у 1901 році).
Едуард Людвигович Регель назвав на його честь один з видів берези, знайдений ним у Примор'ї, — Береза Шмідта (Betula schmidtii).

## Окремі публікації
- Untersuchungen über d. silurische Formation von Estland, Nord Livland u. Oesel, 1858
- Wissenschaftliche Resultate d. Mamuth-Expedition an den unterem Enisej // Труды Сибирской экспедиции, 1865–1874 (ботаническая, зоологическая, геологическая часть, палеонтология и исторические отчёты)
- Шмидт Ф. Б. и Глен П. П. Труды сибирской экспедиции Императорского русского географического общества. Физический отдел. Т. 1. Исторические отчёты. СПб. 1868
- Окаменелости меловой формации с острова Сахалина // Труды сибирской экспедиции Императорского русского географического общества. Физический отдел. Т. 3. вып. 1. СПб. 1873
- Ботаническая часть // Труды сибирской экспедиции Императорского русского географического общества. Физический отдел. Т. 2. СПб. 1874
- Miscellanea silurica
- Revision der ostbaltischen silurischen Trilobiten, 1881–1902
- Ревизия силурийских трилобитов Прибалтики, 1881–1907 (описані 250 видів трилобітів та дана схема розчленування силурійських відкладів)